# ヤコブ・グレスネス
ヤコブ・グレスネス（Jakob Glesnes, 1994年3月25日 - ）は、ノルウェー・ヴェストラン県ソトラ出身のサッカー選手。メジャーリーグサッカー・フィラデルフィア・ユニオン所属。ポジションは DF。

## クラブ経歴

### 母国下部リーグ時代
2010年に実質3部リーグにあたるノルウェーセカンドディビジョンのFKフィリングスターレンに入団。2015年シーズン途中までプレーし、同年夏にアデコリーガエンのオーサネ・フォトバルに移籍。

### サルプスボルグ08
2015年11月12日、翌2016年1月にサルプスボルグ08に移籍することが発表。同年シーズン途中まで所属し、初のエリテセリエンで14試合1ゴールを記録。

### ストレームスゴトセトIF
2016年8月1日、ストレームスゴトセトIFと2020年までの契約に合意。翌年3月にチームキャプテンに任命。5月29日のバイキングFK戦で移籍後初ゴールを決めた。

### フィラデルフィア・ユニオン
2020年1月31日、フィラデルフィア・ユニオンと延長オプション付きの2年契約を締結。3月10日のロサンゼルスFC戦で、後半3分に32メートルの超ロングシュートを決めて、移籍後初ゴールを記録。2021年11月20日のMLSカップ・プレーオフ 2021の1回戦のニューヨーク・レッドブルズ戦では、0-0で迎えた延長後半追加タイムに劇的な先制ゴールを決め、チームをカンファレンス準決勝進出に導く。2022年シーズンはMLS年間最優秀DF賞を受賞。2023年3月には2025年までの契約延長に合意した。

## 代表経歴
2016年にU-21のノルウェー代表に選出され、2019年10月にはUEFA EURO 2020予選のフル代表にも招集。15日のルーマニア戦にベンチ入りしたものの出場機会はなく、以降は未招集となっている。